# The King of Fighters 2000
The King of Fighters 2000 è un picchiaduro a incontri pubblicato da SNK.

## Trama
Dopo l'incidente accaduto nel precedente torneo, il comandante dell'Ikari Team, Heidern, è determinato a scoprire gli obiettivi della NEST in modo tale da raggiungere le proprie ambizioni. Un comandante e amico di lunga data di Heidern, di nome Ling, riferisce che K′ and Maxima una volta erano operativi del NESTS e che possono essere la chiave per localizzare il luogo della misteriosa organizzazione. Utilizzando le informazioni, Heidern decide di concentrare i suoi sforzi nel nuovo The King of Fighters come la via per attirare K' e Maxima in modo tale da essere catturati, interrogati affinché rivelino dettagli riguardo all'organizzazione NEST. Tuttavia Heidern non sa che Ling ha una propria agenda.
L'Hero Team precedente si è diviso in due, con K′ and Maxima che ora entrano in squadra con l'agente Vanessa e il wrestler messicano Ramon, mentre Benimaru Nikaido forma la sua squadra che consiste in Shingo Yabuki, l'agente Seth, e l'assassino Lin. Il Fatal Fury Team rimpiazza Mai Shiranui con Blue Mary, mentre Yuri Sakazaki lascia l'Art of Fighting Team, con King che prende il suo posto. Mai e Yuri tornano nella Women Fighters Team, questa volta con la presenza di Kasumi Todoh e la studentessa Hinako Shijo, che utilizza il suo Sumo Wrestling style. Kyo Kusanagi e Iori Yagami tornano nuovamente come personaggi singoli. Appare anche Kula Diamond, una giovane ragazza creata geneticamente dal NESTS come "l'Anti-K′".

## Squadre
Hero Team
- K'
- Maxima
- Vanessa
- Ramon

Psycho Soldier Team
- Athena Asamiya
- Sie Kensou
- Chin Gentsai
- Bao

Benimaru Team
- Benimaru Nikaido
- Shingo Yabuki
- Seth
- Lin

Women Fighters Team
- Mai Shiranui
- Yuri Sakazaki
- Kasumi Todoh
- Hinako Shijou

Fatal Fury Team / Garou Team
- Terry Bogard
- Andy Bogard
- Joe Higashi
- Blue Mary

Korea Team
- Kim Kaphwan
- Chang Koehan
- Choi Bounge
- Jhun Hoon

Art of Fighting Team / Kyokougenryuu Team
- Ryo Sakazaki
- Robert Garcia
- King
- Takuma Sakazaki

Ikari Team
- Leona
- Ralph
- Clark
- Whip

## Entrate singole
- Kyo Kusanagi
- Iori Yagami
- Kula Diamond - Sottoboss nascosto
- Zero - Boss